# Cedar Slope
Cedar Slope est une census-designated place américaine située dans le comté de Tulare dans l'État de Californie. En 2010, sa population était de 0 habitants.

## Source de la traduction
- (en) Cet article est partiellement ou en totalité issu de l’article de Wikipédia en anglais intitulé « Cedar Slope, California » (voir la liste des auteurs).